# Addateegala
Adda-tee-gala là một mandal thuộc huyện East Godavari, bang Andhra Pradesh, Ấn Độ.